# Chouette de Hadoram
Strix hadorami
Espèce
Statut de conservation UICN

 LC  : Préoccupation mineure
Statut CITES
La Chouette de Hadoram (Strix hadorami) est une espèce d'oiseaux de la famille des Strigidae.

## Répartition
Cet oiseau se rencontre sur les côtes égyptienne et soudanaise de la mer Rouge, dans le Sinaï, dans le Sud-Est d'Israël, en Palestine, dans l'Ouest de la Jordanie et de manière éparse en Arabie Saoudite, au Yémen et dans le Sud d'Oman. Sa présence est incertaine au Pakistan (où il pourrait être présent de manière saisonnière).

## Classification
Le nom valide complet (avec auteur) de ce taxon est Strix hadorami Kirwan (d), Schweizer (d) & Copete (d), 2015,.
Ce taxon porte en français le nom vernaculaire ou normalisé suivant : Chouette de Hadoram.

### Étymologie
Son épithète spécifique, hadorami, lui a été donnée en l'honneur de l'ornithologue israélien Hadoram Shirihai (1962-).

### Publication originale
- (en) Guy M. Kirwan, Manuel Schweizer et José Luis Copete, « Multiple lines of evidence confirm that Hume’s Owl Strix butleri (A. O. Hume, 1878) is two species, with description of an unnamed species (Aves: Non-Passeriformes: Strigidae) », Zootaxa, Magnolia Press (d), vol. 3904, no 1,‎ 5 janvier 2015, p. 28–50 (ISSN 1175-5334 et 1175-5326, OCLC 49030618, PMID 25660770, DOI 10.11646/ZOOTAXA.3904.1.2, lire en ligne).